# Răzvan Popa
Răzvan Popa (Râmnicu Vâlcea, Vâlcea, Rumania, 4 de enero de 1997) es un futbolista rumano que juega en la demarcación de defensa central para el Gaz Metan Mediaș de la Liga I de Rumania.

## Trayectoria
Popa llegó al Inter con apenas 16 años desde el Sportul Studentesc de su país. A esa edad ya estaba jugando en la máxima categoría rumana. Esta precocidad, su proyección y sus actuaciones con Rumanía en las selecciones inferiores provocó una pugna entre el Chelsea y el Inter para incorporarlo. Finalmente, el jugador se marchó a Italia, donde ha marcado una buena línea de progresión desde su llegada en 2013.
En la temporada 2015-16, el jugador militó en la escuadra Primavera del club italiano y llegó a viajar convocado con el primer equipo en dos partidos. 
En el mercado de fichajes de verano de 2016 se confirma la desvinculación por parte de Popa del Inter para llegar hasta la disciplina del Real Zaragoza, con un contrato para tres temporadas.

## Clubes
| Club                              | País    | Año           |
| --------------------------------- | ------- | ------------- |
| F. C. Sportul Studențesc          | Rumania | 2012-2013     |
| Inter de Milán                    | Italia  | 2013-2016     |
| Real Zaragoza                     | España  | 2016          |
| Burgos C. F.                      | España  | 2017          |
| C. S. Universitatea Craiova F. C. | Rumania | 2017-2019     |
| Gaz Metan Mediaș                  | Rumania | 2019-presente |